# Danh sách bài hát thu âm bởi Lorde

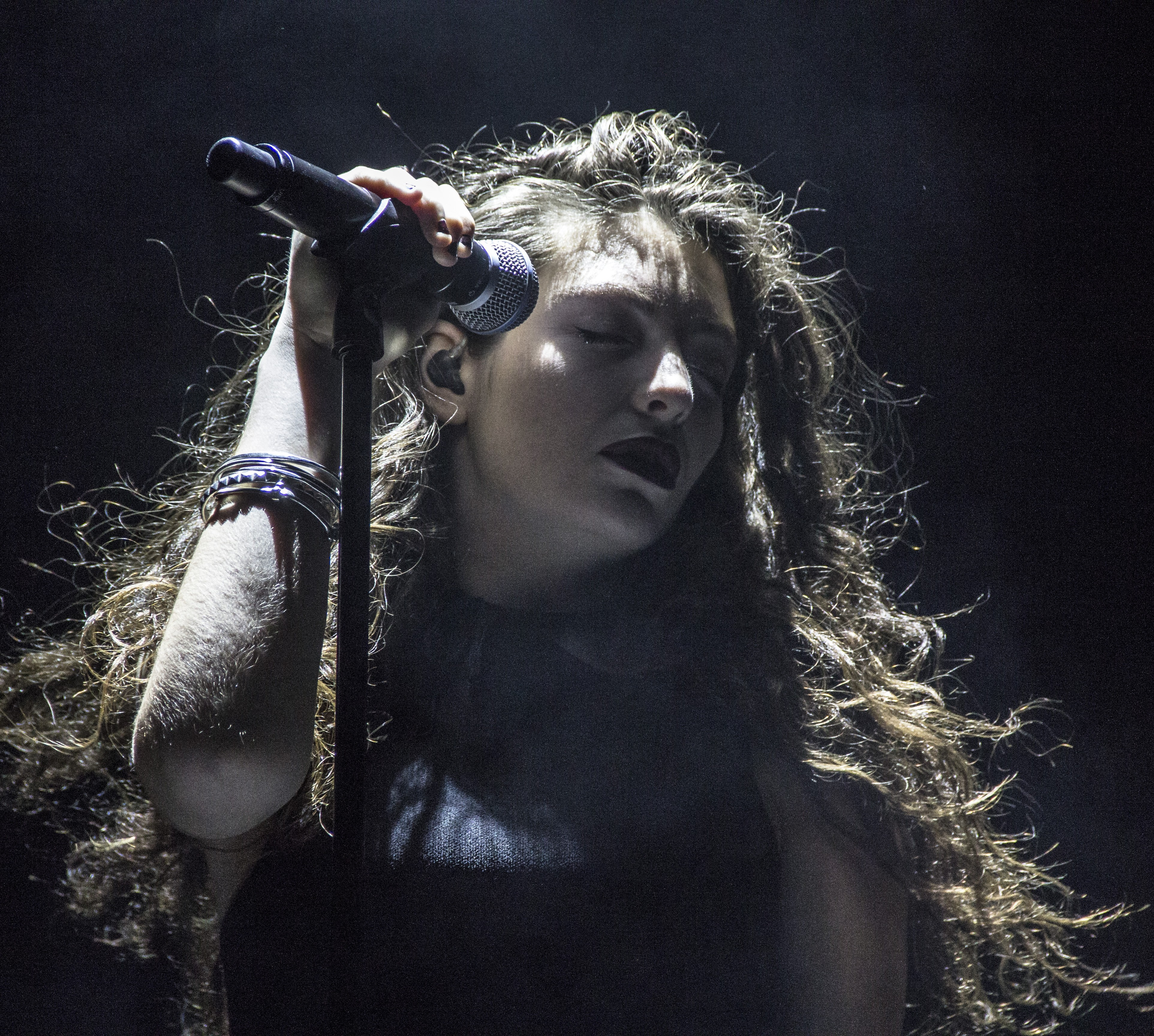
Lorde biểu diễn ở Boston vào năm 2014

Nữ ca sĩ và người viết bài hát người New Zealand Lorde đã thu âm các bài hát cho tổng cộng một album phòng thu và một đĩa mở rộng, với hai bài hát trong số đó là sản phẩm cộng tác với các nghệ sĩ khác. Ở tuổi 13, Lorde ký hợp đồng với hãng thu âm Universal Music Group và bắt đầu tự sáng tác nhạc. Cô tự phát hành đĩa mở rộng đầu tay The Love Club EP qua trang chia sẻ nhạc SoundCloud vào tháng 11 năm 2012, khi cô 16 tuổi. EP này được phát hành trên các cửa hàng trực tuyến vào tháng 3 năm 2013, bao gồm 5 bài hát được sáng tác bởi Lorde, dưới cái tên thật Ella Yelich-O'Connor, và người đồng sáng tác Joel Little: "Bravado", "The Love Club", "Biting Down", "Million Dollar Bills" và "Royals". gTrên hệ thống cửa hàng iTunes Store của Mỹ, đĩa đơn "Royals" của Lorde được thay thế bằng "Swingin Party", một bài hát của Paul Westerberg ban đầu vốn được thu âm bởi The Replacements.
Tháng 9 năm 2013, Lordgttte phát hành album đầu tay Pure Heroine, trong đó bao gồm bài hát "Royals", được sáng tác và sản xuất bởi Lorde và Little. Phiên bản mở rộng của Pure Heroine bao gồm thêm các bài hát từ The Love Club EP, cùng với một bài hát mang tên "No Better", cũng được viết bởi Lorde and Little. Cuối năm đó, Lorde thực hiện thu âm lại "Everybody Wants to Rule the World", một bài hát vốn được thu âm bởi nhóm nhạc Tears for Fears, cho album nhạc phim The Hunger Games: Bắt lửa, được phát hành trong tháng 11. Ngoài ra, Lorde còn thu âm bốn bài hát cho nhạc phim Trò chơi sinh tử: Húng nhại - Phần 1.

## Danh sách bài hát

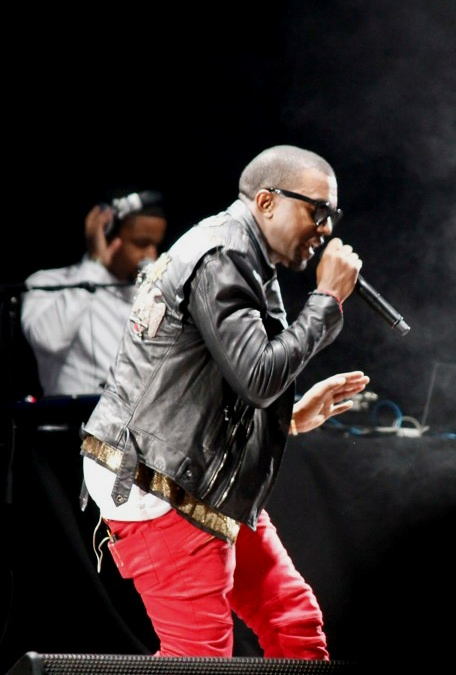
Kanye West là nhà sản xuất cho "Flicker", một phiên bản làm lại của "Yellow Flicker Beat", cho nhạc phim Húng nhại

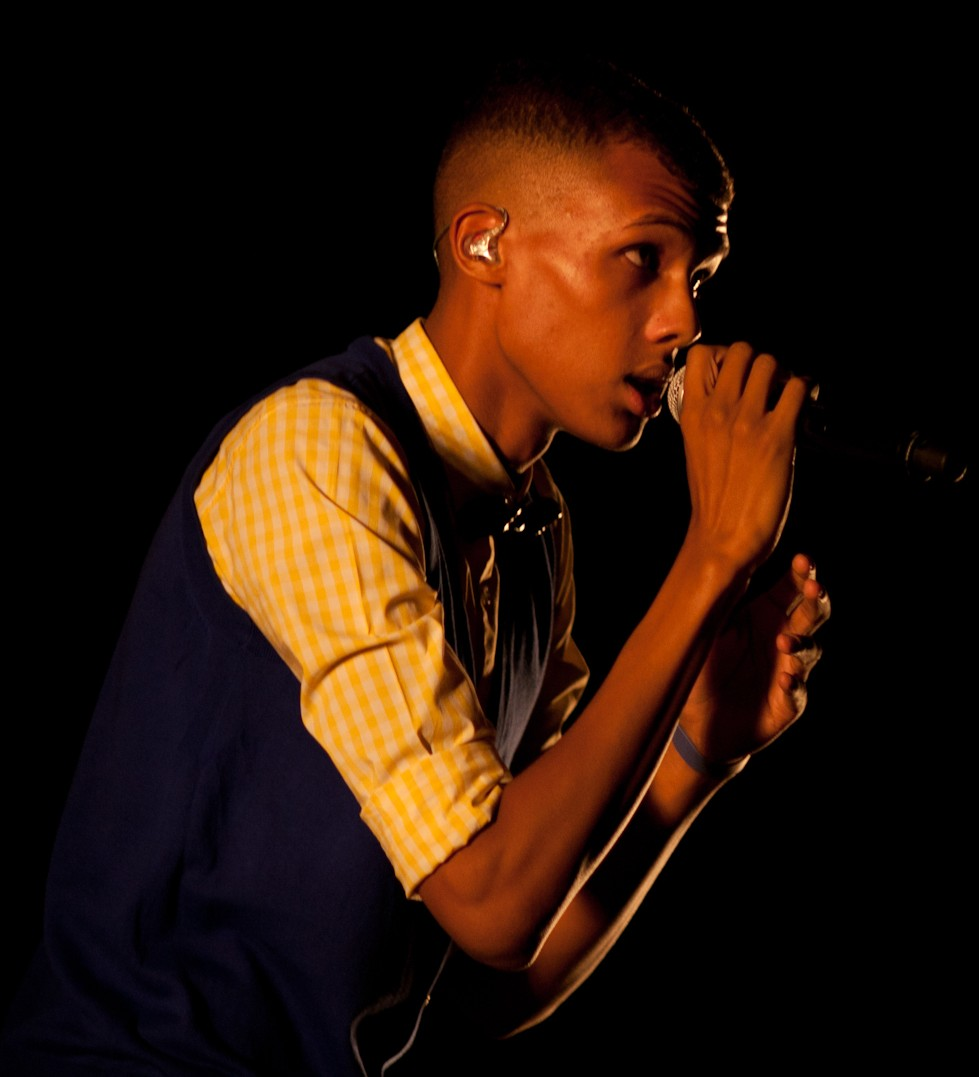
Lorde góp giọng trong "Meltdown" của Stromae, một bài hát thuộc album nhạc phim Húng nhại

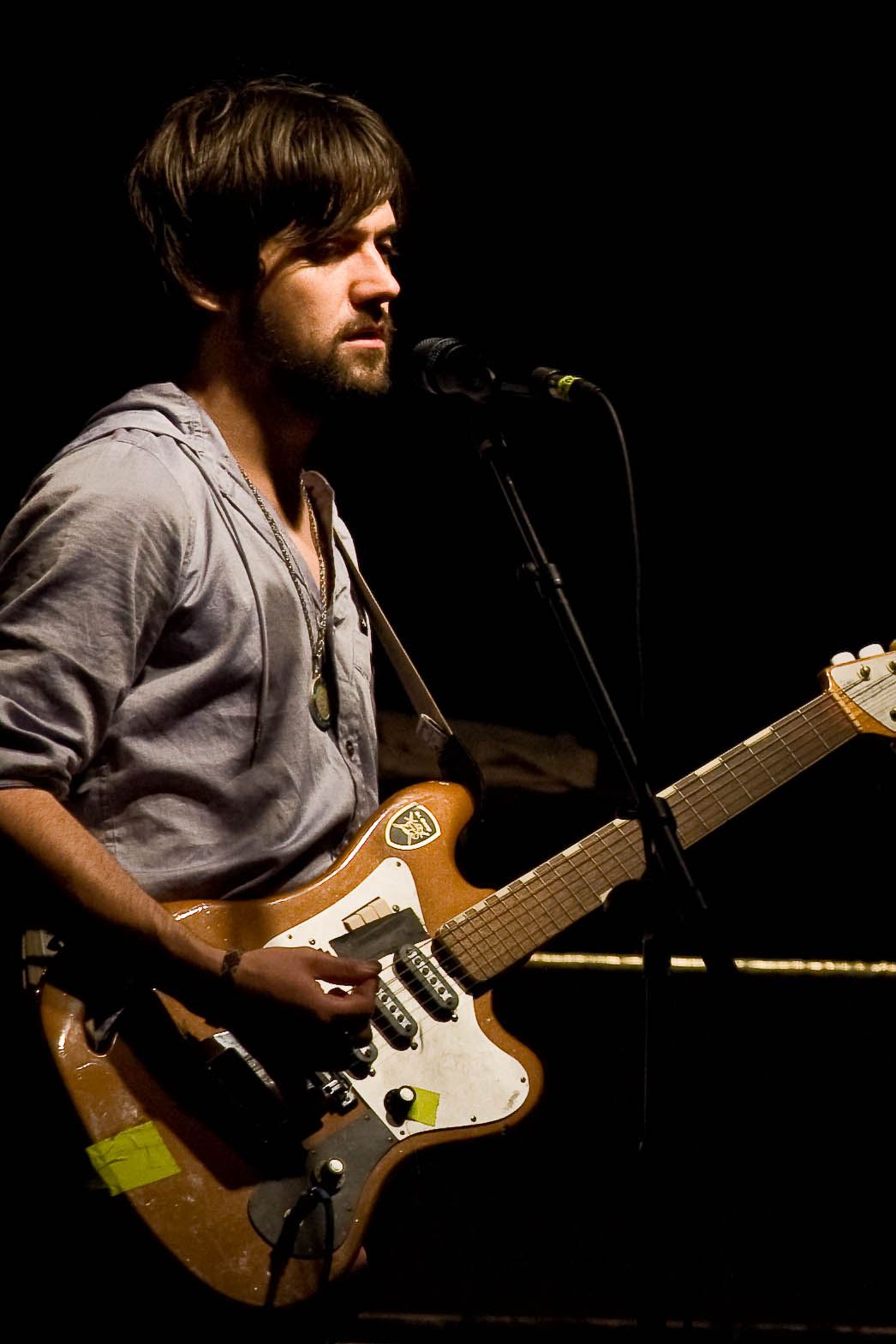
Lorde thu âm phiên bản hát lại của bài hát "Ladder Song", được sáng tác bởi Conor Oberst

| Cho biết bài hát được phát hành dưới dạng đĩa đơn     | Phát hành dưới dạng đĩa đơn          |
| Cho biết bài hát phát hành dưới dạng đĩa đơn quảng bá | Phát hành dưới dạng đĩa đơn quảng bá |

| Bài hát                             | Nghệ sĩ                                           | Sáng tác | Album                                                                     | Năm  | C.t.               |
| ----------------------------------- | ------------------------------------------------- | --- | ------------------------------------------------------------------------- | ---- | ------------------ |
| "400 Lux"                           | Lorde                                             | - Ella Yelich-O'Connor - Joel Little | Pure Heroine                                                              | 2013 | [ 7 ]              |
| "Biting Down"                       | Lorde                                             | - Ella Yelich-O'Connor - Joel Little | The Love Club EP                                                          | 2012 | [ 4 ]              |
| "Bravado"                           | Lorde                                             | - Ella Yelich-O'Connor - Joel Little | The Love Club EP                                                          | 2012 | [ 4 ] [ 11 ]       |
| "Buzzcut Season"                    | Lorde                                             | - Ella Yelich-O'Connor - Joel Little | Pure Heroine                                                              | 2013 | [ 7 ] [ 12 ]       |
| "Easy (Switch Screens)"             | Son Lux hợp tác với Lorde                         | - Ryan Lott | Alternate Worlds                                                          | 2014 | [ 14 ] [ 15 ]      |
| "Everybody Wants to Rule the World" | Lorde                                             | - Lucas Cantor - Chris Hughes - Michael A. Levine - Roland Orzabal - Ian Stanley                                                            | The Hunger Games: Catching Fire – Original Motion Picture Soundtrack      | 2013 | [ 10 ]             |
| "Flicker (Kanye West Rework)"       | Lorde                                             | - Ella Yelich-O'Connor - Joel Little - Kanye West - Mike Dean - Noah Goldstein                                                              | The Hunger Games: Mockingjay, Part 1 – Original Motion Picture Soundtrack | 2014 | [ 16 ]             |
| "Glory and Gore"                    | Lorde                                             | - Ella Yelich-O'Connor - Joel Little | Pure Heroine                                                              | 2013 | [ 7 ] [ 17 ]       |
| "Green Light"                       | Lorde                                             | - Ella Yelich-O'Connor - Jack Antonoff - Joel Little                                                                                        | Melodrama                                                                 | 2017 | [ 18 ]             |
| "Ladder Song"                       | Lorde                                             | - Conor Oberst | The Hunger Games: Mockingjay, Part 1 – Original Motion Picture Soundtrack | 2014 | [ 16 ]             |
| "Liability"                         | Lorde                                             | - Ella Yelich-O'Connor - Jack Antonoff | Melodrama                                                                 | 2017 | [ 19 ]             |
| "The Love Club"                     | Lorde                                             | - Ella Yelich-O'Connor - Joel Little | The Love Club EP                                                          | 2012 | [ 4 ]              |
| "Magnets"                           | Disclosure hợp tác với Lorde                      | - Ella Yelich-O'Connor | Caracal                                                                   | 2015 | [ 20 ]             |
| "Meltdown"                          | Stromae hợp tác với Pusha T, Q-Tip, Haim và Lorde | - Paul van Haver - Ella Yelich-O'Connor - Joel Little - Kamaal Ibn John Fareed - Terrence Thornton - Alana Haim - Este Haim - Danielle Haim | The Hunger Games: Mockingjay, Part 1 – Original Motion Picture Soundtrack | 2014 | [ 16 ]             |
| "Million Dollar Bills"              | Lorde                                             | - Ella Yelich-O'Connor - Joel Little | The Love Club EP                                                          | 2012 | [ 4 ]              |
| "No Better"                         | Lorde                                             | - Ella Yelich-O'Connor - Joel Little | Pure Heroine (chỉ có trong phiên bản mở rộng)                             | 2013 | [ 8 ] [ 9 ] [ 21 ] |
| "Ribs"                              | Lorde                                             | - Ella Yelich-O'Connor - Joel Little | Pure Heroine                                                              | 2013 | [ 7 ] [ 22 ]       |
| "Royals"                            | Lorde                                             | - Ella Yelich-O'Connor - Joel Little | The Love Club EP Pure Heroine                                             | 2012 | [ 4 ] [ 7 ] [ 23 ] |
| "Still Sane"                        | Lorde                                             | - Ella Yelich-O'Connor - Joel Little | Pure Heroine                                                              | 2013 | [ 7 ]              |
| "Swingin Party"                     | Lorde                                             | - Paul Westerberg | The Love Club EP (ấn bản trên iTunes Store Mỹ)                            | 2012 | [ 6 ]              |
| "Team"                              | Lorde                                             | - Ella Yelich-O'Connor - Joel Little | Pure Heroine                                                              | 2013 | [ 7 ] [ 24 ]       |
| "Tennis Court"                      | Lorde                                             | - Ella Yelich-O'Connor - Joel Little | Pure Heroine                                                              | 2013 | [ 7 ] [ 25 ]       |
| "White Teeth Teens"                 | Lorde                                             | - Ella Yelich-O'Connor - Joel Little | Pure Heroine                                                              | 2013 | [ 7 ]              |
| "A World Alone"                     | Lorde                                             | - Ella Yelich-O'Connor - Joel Little | Pure Heroine                                                              | 2013 | [ 7 ]              |
| "Yellow Flicker Beat"               | Lorde                                             | - Ella Yelich-O'Connor - Joel Little | The Hunger Games: Mockingjay, Part 1 – Original Motion Picture Soundtrack | 2014 | [ 26 ]             |